# قربان سلیمانی
قربان سلیمانی (۲۲ فروردین ۱۲۹۹ – ۳۰ دی ۱۳۸۶) بخشی و نوازنده دوتار و خواننده موسیقی محلی و از ترک‌های شمال خراسان بود.
حاج قربان در قوچان و در روستای علی‌آباد قوچان زاده شد. او زیر نظر پدرش کربلایی رمضان، که خود از دوتارنوازان مشهور شمال خراسان بود نواختن دوتار را آموخت. پس از مرگ پدرش از بخشی‌های شمال خراسان همچون خان‌محمد، عِوَض (عیوض) و غلامحسین تعلیم گرفت.

## زندگی
حاج قربان در کودکی همراهِ پدر روستای خود را به دلیل شغل پدر که آرایشگر (سلمانی) بود به قصد شهر ترک کرد و در روستای علی‌آباد ساکن شد. به همین دلیل است که نام خانوادگی او به دلیل شغل پدر «سلیمانی» نام گرفت. وی در سال ۱۳۴۵ به توصیهٔ یکی از متشرعین دست از موسیقی کشید. ولی در سال ۱۳۶۲ به توصیه روحانی دیگری دوباره نواختن را آغاز کرد.
حاج قربان در کنسرت‌هایی در ایران و خارج از ایران شرکت کرد و یک آلبوم از آثار او منتشر شد. وی همچنین به کشورهای بسیاری مانند پرو، هلند، تونس، ترکیه، بلژیک، انگلستان، سوئیس، کلمبیا، اکوادور، پاناما، فرانسه و چند شهر آمریکا نیز سفر کرد.
از جمله افتخارات وی می‌توان به کسب مقام اول جشنوارهٔ موسیقی لیون فرانسه و همچنین احراز مقام ستاره جشنواره اوینیون فرانسه اشاره کرد. وی ده‌ها اجرای دوتارنوازی در کنسرت‌های موسیقی کشورهای اروپایی، آسیایی و آمریکا داشت.
حاج قربان در ایران هم مقام‌های برتر جشنوارهٔ موسیقی فجر ایران بین سال‌های ۶۹ تا ۷۱ را به دست آورد و دوازده دورهٔ متوالی داور ثابت جشنواره‌های موسیقی مقامی کشور بود. همچنین وی نشان فرهنگ و هنر (درجه دوم) را از محمد خاتمی رئیس‌جمهور وقت دریافت کرد.
او در آلبوم شب، سکوت، کویر با محمدرضا شجریان همکاری کرد.

## درگذشت
حاج قربان در سال ۱۳۸۵ دوتار خود را به پسرش علیرضا سلیمانی هدیه داده با موسیقی وداع گفت. وی یک سال بعد درگذشت و در روستای علی آباد قوچان به خاک سپرده شد.